# Ropica
Ropicë en albanais et Ropica en serbe latin (en serbe cyrillique : Ропица) est une localité du Kosovo située dans la commune/municipalité de Vushtrri/Vučitrn et dans le district de Mitrovicë/Kosovska Mitrovica. Selon le recensement kosovar de 2011, elle compte 763 habitants, tous albanais.

## Démographie

### Évolution historique de la population dans la localité
| 1948 | 1953 | 1961 | 1971 | 1981 | 1991 | 2011 |
| ---- | ---- | ---- | ---- | ---- | ---- | ---- |
| 237  | 253  | 287  | 331  | 410  | 445  | 763  |

|  |